# イエメンの国章
イエメンの国章（イエメンのこくしょう）はイエメンの象徴の一つ。金色の鷲（サラディンの鷲）が左を向き、足のかぎづめで「イエメン共和国（Al-Jumhuriyyah Al-Yamaniyah、アラビア語：الجمهورية اليمنية ）」と書かれた帯を持っている。胸にはコーヒーの木と、古代サバア王国の繁栄の礎となっていたマアリブ・ダム（四本の青の線と三本の白い波線）が描かれた盾を抱えている。また鷲は足でイエメンの国旗を左右に掲げている。
1990年まで、イエメンは北イエメン（イエメン王国およびイエメン・アラブ共和国）と南イエメン（南アラビア連邦、南アラビア保護領、およびイエメン人民民主共和国）に分かれていた。北イエメンは1974年の国章は現在のイエメンの国章と似た国章を制定しており、鷲の胸の盾は以前のイエメン王国の国章と似ていた。南イエメンは1967年から1990年まで、北イエメンは1962年から1974年まで、エジプト、イラク、シリアに似た国章（サラディンの鷲の、よりエジプト等の国章に近いデザインのものをあしらっている）を持っていた。

## 旧北イエメンの国章

1927年から1962年までのイエメン王国の国章。
1962年から1966年までのイエメン・アラブ共和国の国章。
1966年から1974年までのイエメン・アラブ共和国の国章。
1974年から1990年までのイエメン・アラブ共和国の国章。

## 旧南イエメンの国章

1937年から1967年までのアデン植民地の国章。
1962年から1967年までの南アラビア連邦（イギリス保護領）の国章。
1967年から1970年までの南イエメン人民共和国の国章。
1970年から1990年までのイエメン人民民主共和国の国章。アラビア文字の部分の国名が変更された